# 136 Тельця
136 Тельця (136 Tauri) — спектрально-подвійна зоря, що розташована в зодіакальному сузір'ї Тельця. Її комбінована видима зоряна величина становить 4,56. Ця подвійна система є досить яскравою, щоб її можна було побачити неозброєним оком. З огляду на її паралакс, поміряний телескопом Гіппаркос, — 7,71 ± 0,22 кутової мілісекунди, — відстань до неї від Сонця становить біля 420 світлових років. Ця система наближається до нас із променевою швидкістю бл. 17 км/сек й очікується, що через 6 мільйонів років вона підійде до Сонця на відстань близько 45 пс (150 світлових років), після чого почне віддалятися.